# East Midlands
The East Midlands er en af de 9 regioner i England, der består af den østlige del af den traditionelle English Midlands-region. Regionen består af 6 ceremonielle grevskaber (heraf er Lincolnshire dog kun delvist), men er administrativt inddelt i  9 forskellige områder.
Storbritannien som helhed havde 73 medlemmer af Europa-Parlamentet ved valget dertil i 2014. Disse medlemmer vælges i regionerne, hvor Nordirland, Skotland, Wales, og hver af de engelske regioner udgør valgkredse, på nær at det britiske oversøiske territorium Gibraltar er del af South West England-kredsen. The East Midlands havde 5 medlemmer i 2014.
Det højeste punkt i regionen er Kinder Scout i the Peak District i Derbyshire, på 636 meter. En mere løs definition af the East Midlands kan indbefatte Peterborough og Burton upon Trent i Staffordshire.

## Ceremonielle grevskaber
- Derbyshire
- Leicestershire
- Lincolnshire (kun delvist)
- Northamptonshire
- Nottinghamshire
- Rutland

## Administrativ inddeling
| Områder i the East Midlands. | 1. Derbyshire 2. Derby 3. Nottinghamshire 4. Nottingham 5. Lincolnshire 6. Leicestershire 7. Leicester 8. Rutland 9. Northamptonshire (delt i North og West Northamptonshire i 2021) |

### Enhedslige myndigheder
Der er 6 enhedslige myndigheder i the East of England:
- Derby (ceremonielt en del af Derbyshire)
- Leicester (ceremonielt en del af Leicestershire)
- North Northamptonshire (ceremonielt en del af Northamptonshire)
- Nottingham (ceremonielt en del af Nottinghamshire)
- Rutland (dækker hele det ceremonielle Rutland)
- West Northamptonshire (ceremonielt en del af Northamptonshire)

### Non-metropolitan counties
Der er 4 non-metropolitan counties i the East of England:
- Derbyshire (dækker det ceremonielle Derbyshire på nær Derby)
- Leicestershire (dækker det ceremonielle Leicestershire på nær Leicester)
- Lincolnshire (dækker det ceremonielle Lincolnshire på nær North East Lincolnshire og North Lincolnshire, der begge ligger i regionen Yorkshire and the Humber)
- Nottinghamshire (dækker det ceremonielle Nottinghamshire på nær Nottingham)